# Roque Joaquín de Alcubierre
Roque Joaquín de Alcubierre (Saragossa, 16 d'agost de 1702 - Nàpols, 14 de març de 1780) va ser un enginyer militar i ha passat a la història per haver estat el descobridor dels jaciments arqueològics de Pompeia i Herculà.
Va cursar estudis a Saragossa i en arribar a l'edat adulta va accedir a l'exèrcit com a voluntari del cos d'enginyers militars, lloc al qual va ingressar gràcies al suport del comte de Bureta. Els seus destins van conduir a diverses ciutats, entre les quals hi ha Girona (on va col·laborar a construir fortificacions militars) Barcelona o Madrid. El 1738 ascendeix a capità i viatja a Itàlia. El 1750 ja era tinent coronel i el 1777 va aconseguir el cim de la seva carrera militar amb el grau de mariscal de camp.
En el curs dels treballs de prospecció d'una finca del futur Carles III d'Espanya, va trobar les restes de la ciutat romana d'Herculà. Des d'aquest moment va sol·licitar amb insistència al rei el consentiment per seguir endavant amb les excavacions a gran escala, que li va ser atorgat el 1738, encara que amb escassos mitjans humans i materials. Amb grans dificultats va trobar el teatre de l'antiga Herculano i, seguidament, pintures murals. A partir d'aquest moment les troballes es succeeixen ininterrompudament.
El 1748 va iniciar les prospeccions de la ciutat antiga de Pompeia, que tenia com a tret distintiu el fet d'haver trobat la vida romana tal com va ser, amb els seus habitants sorpresos i sepultats per l'erupció del Vesuvi, el que va obligar a un canvi radical en el concepte d'excavació arqueològica que fins aleshores es tenia, ja que només interessava aconseguir obres artístiques per engrossir els objectes luxosos de les col·leccions privades i estatals. Més tard excavaria també la viles de Asinio Pollio (Sorrento) i altres restes de Capri, Pozzuoli i Cumas.
Però a partir de 1750 comencen picabaralles i dissensions amb els seus subalterns, fins al punt de ser apartat de les seves responsabilitats al capdavant de les excavacions i vexat per personalitats com Johann Joachim Winckelmann, que van contribuir a l'oblit de les troballes i mèrits de l'aragonès.